# 羅比·羅渣士
羅比·羅渣士（英語：Robert Hampton "Robbie" Rogers，1987年5月12日—）是美國職業足球運動員，現時效力洛杉磯銀河。位置為中場或第二前鋒。羅渣士目前為美國國家足球隊的一員。2013年2月，羅渣士出櫃，成為繼Justin Fashanu在1990年出櫃後第二位在英國出櫃的男子足球運動員。2013年5月，他為洛杉磯銀河出賽，成為北美職業運動聯盟中第一位公開的男同性戀。已於2017年12月2日和美國籍義大利編劇、監製葛瑞格·貝蘭提在加州富豪海濱社區馬里布舉行婚禮，並於婚前先透過代理孕母在2016年2月18日喜獲麟兒。

## 外部連結
- 足球数据库：Robbie Rogers的球员统计数据
- 羅比·羅渣士官方網站 （页面存档备份，存于）
- MLS球員頁面 （页面存档备份，存于）